# Dänische Eishockeynationalmannschaft der Frauen
Die dänische Eishockeynationalmannschaft der Frauen ist die nationale Eishockey-Auswahlmannschaft Dänemarks im Fraueneishockey. Im Februar 2011 lag die Mannschaft auf dem 22. Rang der IIHF-Weltrangliste.

## Geschichte
Die dänische Eishockeynationalmannschaft der Frauen nahm zwischen 1989 und 1996 an den Frauen-Europameisterschaften teil. Ihr größter Erfolg war der Gewinn der Bronzemedaille bei der Europameisterschaft 1991. In den Jahren 1995 und 1996 trat die Mannschaft jedoch nur noch in der B-EM an, in der sie die Plätze zwei und eins belegte.
Bei der Weltmeisterschaft 1992 gab die dänische Frauennationalmannschaft ihr WM-Debüt, setzte jedoch anschließend zwei Mal aus und nahm zur  Weltmeisterschaft 1999 den Spielbetrieb in der B-WM auf. Seither spielten die Däninnen stets entweder in der Division I oder II, wobei sie bei der Weltmeisterschaft 2009 mit Platz fünf der Division II ihr schlechtestes WM-Ergebnis erzielten. Bei der WM 2011 tritt die Mannschaft erneut in der Division II an.

## Platzierungen

### BeiOlympischen Winterspielen
- 1998 – nicht qualifiziert
- 2002 – nicht qualifiziert
- 2006 – nicht qualifiziert
- 2010 – nicht qualifiziert
- 2014 – nicht qualifiziert
- 2018 – nicht qualifiziert
- 2022 – 10. Platz

### Bei Europameisterschaften
- 1989 – 6. Platz
- 1991 – 3. Platz
- 1993 – 6. Platz
- 1995 – 2. Platz B-EM
- 1996 – 1. Platz B-EM

### Bei Weltmeisterschaften
- 1992 – 7. Platz
- 1994 – nicht teilgenommen
- 1997 – nicht teilgenommen
- 1999 – 6. Platz B-WM
- 2000 – 4. Platz B-WM
- 2001 – 8. Platz Division I  (Abstieg in die Division II)
- 2003 – 2. Platz Division II
- 2004 – 1. Platz Division II (Aufstieg in die Division I)
- 2005 – 5. Platz Division I
- 2007 – 6. Platz Division I (Abstieg in die Division II)
- 2008 – 2. Platz Division II
- 2009 – 5. Platz Division II
- 2011 – 3. Platz Division II
- 2012 – 1. Platz Division IB (Aufstieg in die Division IA)
- 2013 – 2. Platz Division IA
- 2014 – 3. Platz Division IA
- 2015 – 4. Platz Division IA
- 2016 – 4. Platz Division IA
- 2017 – 4. Platz Division IA
- 2018 – 4. Platz Division IA
- 2019 – 2. Platz Division IA (Aufstieg in die Top-Division)
- 2021 – 10. Platz
- 2022 – 10. Platz (Abstieg in die Division IA)
- 2023 – 2. Platz Division IA (Aufstieg in die Top-Division)
- 2024 – 10. Platz (Abstieg in die Division IA)
- 2025 – 2. Platz Division IA (Aufstieg in die Top-Division)

### Bei der IIHF World Women’s Challenge
- 2002 – 2. Platz Division I